# Charlie Bell (Manager)
Charlie Bell (* 7. November 1960 in Australien; † 16. Januar 2005 in Sydney) AO, war Chef des weltgrößten Restaurantkonzerns McDonald’s.
Bell begann bei McDonald’s im Alter von 15 Jahren in der Filiale Kingsford in Sydney, Australien. Er stand nur 7 Monate an der Spitze der weltgrößten Fastfood-Kette. Bell war der erste Nicht-Amerikaner, der mit diesem Posten betraut wurde. Er war Nachfolger des am 19. April 2004 verstorbenen Jim Cantalupo.
Charlie Bell trat am 23. November 2004 wegen einer Darmkrebserkrankung überraschend auf eigenen Wunsch von seinem Posten zurück. Knapp zwei Monate später starb er im Alter von 44 Jahren an seiner Krebserkrankung. Sein Nachfolger wurde der 60-jährige Jim Skinner.